# Dysmorphocerinae
Dysmorphocerinae es una subfamilia de coleópteros polífagos, perteneciente familia Cantharidae. Cuenta con 14 géneros  reconocidos científicamente.

## Géneros
- Afronycha
- Asilis
- Compsonycha
- Dysmorphocerus
- Flabelloontelus
- Geygiella
- Hansasilis
- Heteromastix
- Hyponotum
- Micronotum
- Neoontelus
- Oontelus
- Plectocephalon
- Plectonotum